# Rabensteiner von Wirsberg

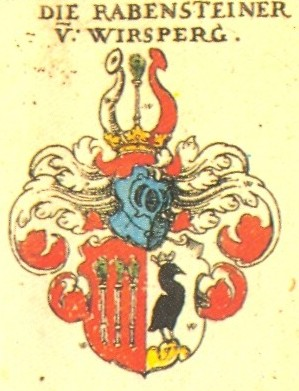
Familienwappen nach Siebmachers Wappenbuch

Die Rabensteiner von Wirsberg waren ein lokaladeliges fränkisches Rittergeschlecht.
Die Rabensteiner von Wirsberg saßen auf mehreren Burggütern in Wirsberg, eines davon ist das heutige Rabensteinsche Schloss unmittelbar neben der St.-Johannis-Kirche. Die Burg Rabenstein in Wirsberg, die sie 1489 zu Lehen erhielten, wurde schon kurz darauf zerstört.
Der Wappenteil mit dem Raben ist ein Indiz, dass sie aus dem Geschlecht der von Rabenstein auf Burg Rabenstein hervorgegangen sind.